# Edo (stát)
Edo je jeden ze 36 států Nigérie. Leží na jihu země a jeho hlavním městem je Benin City, čtvrté nejlidnatější město Nigérie. V roce 2020 zde žilo asi 5,3 milionu obyvatel, čímž se stát řadil mezi průměrně lidnaté státy v zemi. Vznikl v srpnu 1991 oddělením od dnes již zaniklého státu Bendel. Na severu sousedí se státem Kogi, na východě se státem Anambra, na jihovýchodě se státem Delta a na západě se státem Ondo. Město je významným centrem pro zpracování přírodní gumy. V minulosti bylo město součástí Beninské říše.